# Wannseebahn
De Wannseebahn is een spoorlijn in Berlijn, die het centrum van de Duitse hoofdstad verbindt met de zuidwestelijke stadsdelen Steglitz, Zehlendorf en Wannsee. De voorstadslijn bestaat sinds 1891 en werd in 1933 geëlektrificeerd. Sindsdien maakt de Wannseebahn deel uit van het S-Bahnnet. Het traject wordt tegenwoordig bereden door lijn S1 (Oranienburg (stad) - Potsdam). Tussen Nikolassee en Wannsee rijdt bovendien lijn S7, komend van de Wetzlarer Bahn, richting Potsdam.

## Geschiedenis
De Wannseebahn loopt grotendeels parallel aan de Stammbahn tussen Berlijn en Potsdam, bij zijn opening in 1838 de eerste spoorlijn in Pruisen. Op 1 juli 1874 kwam de zogenaamde Alte Wannseebahn in een gebruik, een voorstadslijn die in Zehlendorf van de Stammbahn aftakte en na de villawijken Nikolassee en Wannsee doorkruist te hebben bij station Griebnitzsee weer aan de hoofdlijn aantakte. De oude Wannseebahn was de eerste spoorlijn in Berlijn die uitsluitend voor voorstadstreinen gebouwd werd.

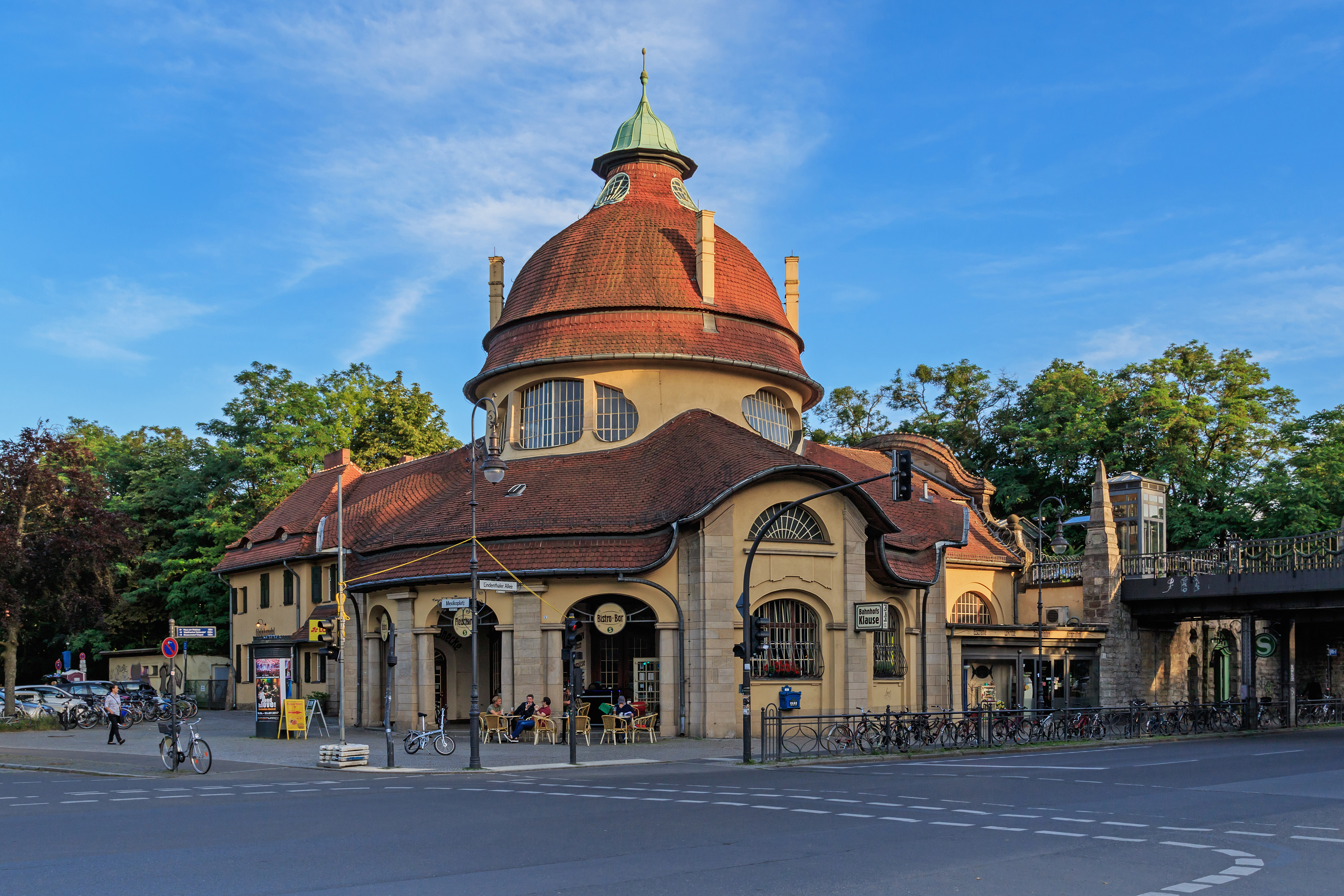
Station Mexikoplatz

In de jaren 1880 werd de Stammbahn deels omhooggebracht, waardoor gelijkvloerse kruisingen vervielen. Tegelijkertijd legde men parallel tussen aan de hoofdlijn een apart paar sporen aan die uitsluitend voor voorstadstreinen bestemd waren. Deze Neue Wannseebahn kwam in gebruik op 1 oktober 1891 en was de eerste in zijn soort in Duitsland. Er werd een speciaal gereduceerd voorstadstarief ingevoerd.
Het Berlijnse Potsdamer Bahnhof, eindpunt van de Stammbahn, had zich ondertussen tot het grootste knooppunt van lokale treinen in Duitse hoofdstad ontwikkeld. Om de capaciteit te vergroten werd aan de westzijde van het kopstation het Wannseebahnhof gebouwd, waar de voorstadstreinen van de Wannseebahn vanaf 1891 gingen eindigen. Het eigenlijke Potsdamer Bahnhof was voortaan uitsluitend bestemd voor het langeafstandsverkeer.
Tussen 1900 en 1902 vond op de Wannseebahn het eerste proefbedrijf in Berlijn met elektrische aandrijving (750 V gelijkstroom) plaats. De voorstadsdienst zou echter nog drie decennia door stoomtreinen gedomineerd worden. In 1903 voerde men een bijzondere treinsoort in, die tussen Berlijn en Zehlendorf alle stations oversloegen. Deze zogenaamde Bankierszüge schiepen een snelle verbinding tussen het centrum van de stad en de rijke villawijken in het zuidwesten. Omdat de sneltreinen moeilijk in de dienstregeling in te passen waren, liet men ze vanaf 1907 over de hoofdlijnsporen van de Stammbahn rijden tot het station van Zehlendorf, waar de treinen via een verbindingsspoor de eigenlijke voorstadslijn weer konden bereiken.
In de jaren twintig begon de grootschalige elektrificatie van de stads- en voorstadslijnen in en om Berlijn, hetgeen leidde tot de vorming van het S-Bahnnet. In de stations Wannsee en station Nikolassee begon de elektrische dienst in 1928, zij het alleen via de Wetzlarer Bahn, over de Wannseebahn reden nog altijd stoomtreinen. Op 15 mei 1933 was ten slotte ook de Wannseebahn geëlektrificeerd met 800 V gelijkstroom; ten behoeve van de Bankierszüge waren ook de sporen van de hoofdlijn oorzien van stroomrails. In 1933 opende bovendien het nieuwe kruisingsstation Schöneberg, waardoor er eindelijk een goede overstapmogelijkheid op de Ringbahn ontstond.

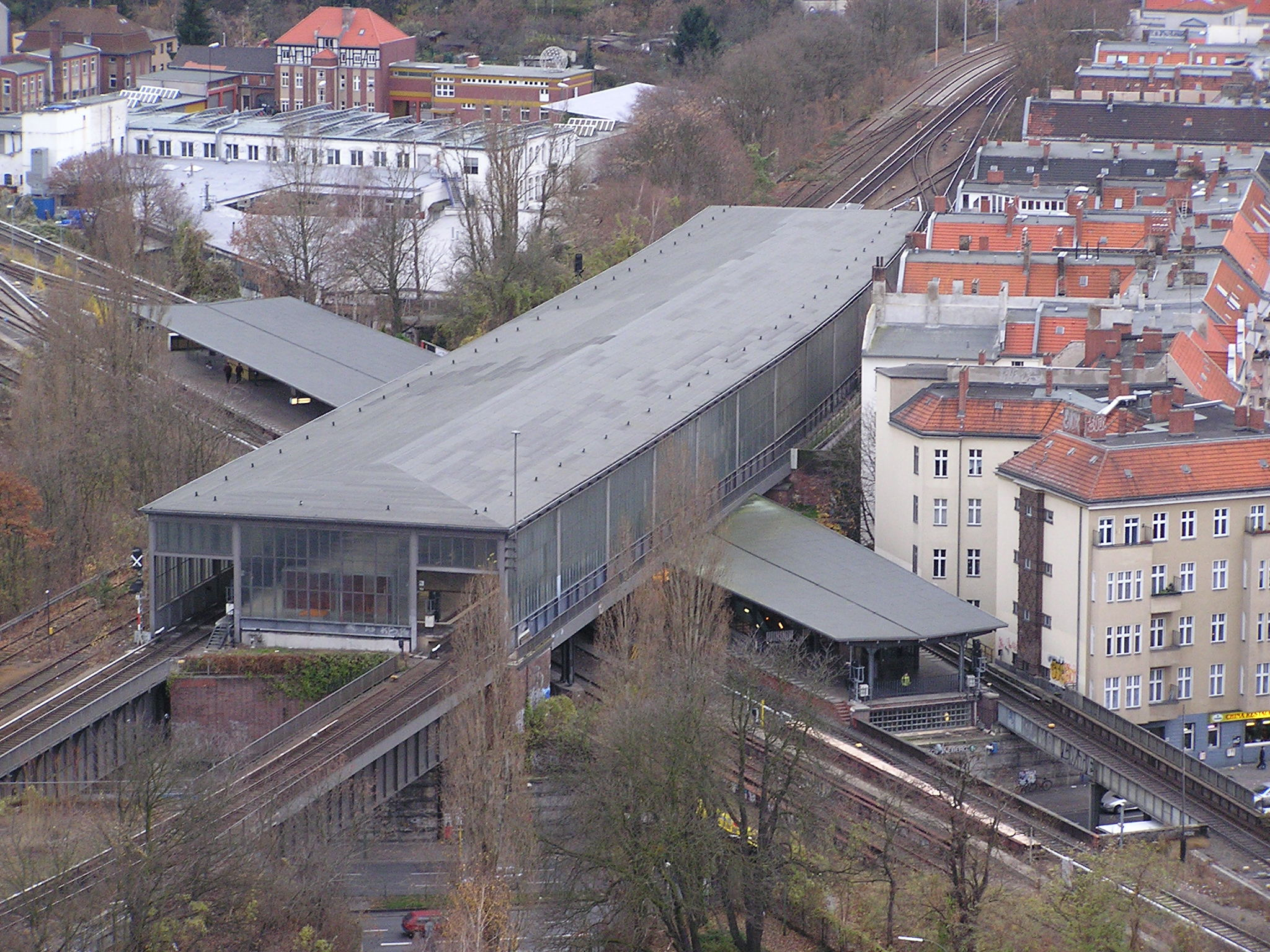
Kruisingsstation Schöneberg; de sporen van de Wannseebahn liggen op het onderste niveau.

In oktober 1939 werd de Wannseebahn aangesloten op de in hetzelfde jaar voltooide noord-zuidtunnel onder de binnenstad. De voorstadstreinen gingen voortaan via het centrum doorrijden naar Oranienburg (stad), alleen de Bankierszüge eindigden nog in het Potsdamer Bahnhof.
De nationaalsocialisten hadden in het kader van het Germania-project grootse plannen voor de Wannseebahn, die extra sporen zou krijgen voor een langeafstands-S-Bahn. De uitbraak van de Tweede Wereldoorlog verhinderde de uitvoering van deze plannen. Tijdens de oorlog bleef de dienst op de Wannseebahn grotendeels intact. In april 1945 werd de lijn als een van de laatste S-Bahntrajecten in Berlijn stilgelegd. In juni werd de dienst hersteld, maar omdat de noord-zuidtunnel een maand eerder was opgeblazen en overstroomd was, eindigden de treinen voorlopig net als vroeger in het Potsdamer Bahnhof. Doorgaand verkeer naar het noorden van de stad en Oranienburg werd weer mogelijk vanaf 1947. De Bankierszüge keerden niet terug en ook de hoofdsporen van de Stammbahn zouden niet meer gebruikt worden.
Na de oorlog was Berlijn een gedeelde stad geworden. De S-Bahn werd echter zowel in het oosten als in het westen geëxploiteerd door de Oost-Duitse spoorwegen (Deutsche Reichsbahn). Om deze reden werd het vervoermiddel na de bouw van de Muur in 1961 massaal geboycot in West-Berlijn. Het dalende aantal reizigers leidde tot bezuiniging op het onderhoud van stations en sporen, en ook de dienstregeling werd steeds verder uitgedund. Na een staking van het West-Berlijnse S-Bahnpersoneel in september 1980 zou een groot aantal trajecten zelfs helemaal niet meer bediend worden. Ook voor de Wannseebahn viel voorlopig het doek.
Nadat het stadsvervoerbedrijf BVG in 1984 het westelijke deel van de Berlijnse S-Bahn had overgenomen, besloot men de Wannseebahn weer in dienst te nemen. Na omvangrijke werkzaamheden aan de verwaarloosde lijn reden op 1 februari 1985 voor het eerst weer S-Bahntreinen tussen het Anhalter Bahnhof en Wannsee. Na de val van de Muur in 1989 gingen de treinen weer via het historische centrum in voormalig Oost-Berlijn naar het noorden van de stad rijden. In 1992 werd ten slotte de klassieke verbinding Wannsee - Oranienburg hersteld.